# Hans Steiner (Pädagoge)
Johann „Hans“ Steiner (* 12. Juni 1921 in Irdning; † 18. Dezember 2008 in Graz) war ein österreichischer Pädagoge und Politiker (ÖVP).

## Leben und Karriere
Hans Steiner wurde am 12. Juni 1921 als uneheliches Kind der ledigen Köchin Juliana Steiner (* 22. Mai 1890 in Gröbming; † 3. Juli 1970 in Bruck/Mur) in Irdning geboren und am 14. Juni 1921 auf den Namen Johann getauft. Er wuchs im steirischen Ennstal auf, wo er unter anderem auch die Volksschule besuchte und am 26. Juni 1932 in der Pfarrkirche Pichl an der Enns in Pichl gefirmt wurde. Ab dem Jahre 1933 besuchte er das Stiftsgymnasium Admont, das im Jahre 1938 in eine „Oberschule für Jungen“ umgewandelt wurde. 1941 maturierte er am Stiftsgymnasium und begann daraufhin ein Trimester Klassische Philologie und Geschichte an der Philosophischen Fakultät der Universität Wien. Sein Studium wurde unterbrochen, als er im Sommer 1942 zur Wehrmacht einberufen und an der Ostfront eingesetzt wurde, wo er zweimal verwundet wurde. Nach dem Ende des Zweiten Weltkrieges setzte er sein Studium an der Philosophischen Fakultät der Universität Graz fort, wo er im Jahre 1948 die Lehramtsprüfung in Latein, Griechisch und Philosophie ablegte. Im Jahre 1951 wurde er zum Dr. phil. promoviert. In Graz trat er auch der Studentenverbindung Carolina bei, wo er den Couleurnamen Xandl erhielt. Im Wintersemester 1947/48 und im Sommersemester 1948, beim 60. Stiftungsfest, war er Senior. Während seiner zwei Seniorate war er stets um ein qualitatives Programm, wie zum Beispiel wissenschaftliche Abende, bemüht. Gleich im Anschluss an seine Lehramtsprüfung im Jahre 1948 wurde Steiner Gymnasiallehrer in Bruck/Mur und gelangte durch Kontakte mit den Salzburger Hochschulwochen, der Katholischen Hochschulgemeinde und des Katholischen Akademikerverbands in das Katholische Bildungswerk. Noch im gleichen Jahr wurde er Leiter des Katholischen Bildungswerks für den Bezirk Bruck an der Mur; ein Amt, das er bis 1967 bekleidete. Gleichzeitig begann Hans Steiner nebenbei auch ein Studium an der Rechts- und Staatswissenschaftlichen Fakultät der Universität Graz und promovierte im Jahre 1958 mit einem Dr. iur.
Aufgrund seiner als herausragend beschriebenen Arbeit für das Katholische Bildungswerk wurde er im Jahre 1960 zum Leiter des Bildungswerk für die Diözese Graz-Seckau ernannt und füllte diese Position bis 1982 aus. Im Jahre 1967 erfolgte Steiners Ernennung zum Bundesgymnasiums bzw. Bundesrealgymnasiums Mürzzuschlag. Drei Jahre später wurde er zum Direktor des Bundesgymnasiums bzw. Bundesrealgymnasiums Bruck/Mur ernannt, wurde aber bereits im Jahre 1973 zum Landesschulinspektor der Steiermark bestellt und war als solcher für die Allgemein Bildenden Höheren Schulen im Bundesland zuständig. Diese Funktion übte er bis zu seiner Pensionierung Ende 1986 aus. 1977 wurde ihm der Berufstitel Hofrat verliehen. Durch sein vielfältiges Engagement geriet Steiner in die Politik, wo er die ÖVP und darin den ÖAAB vertrat. Bereits im Jahre 1961 war Steiner Landesobmann des Österreichischen Akademikerbunds; eine Position, die er rund fünf Jahrzehnte, bis zu seinem Tod im Jahre 2008, ausübte. 1965 wurde er Stadtparteiobmann der ÖVP in Bruck/Mur, wo er zwischen 1960 und 1970 auch im Gemeinderat und eine Zeit lang im Stadtrat, sowie Vizebürgermeister war. Von 1970 bis 1989 war Steiner wiederum ÖAAB-Hauptbezirksobmann für Bruck/Mur und zudem von 1973 bis 1989 ÖVP-Hauptbezirksobmann, nachdem er bis 1973 im Amt des Stadtparteiobmanns der ÖVP in Bruck/Mur war.
Bereits verhältnismäßig spät kam der mittlerweile 60-Jährige im Herbst 1981 als Abgeordneter in den Steiermärkischen Landtag, wo er die ÖVP in der X. und XI. Gesetzgebungsperiode von 21. Oktober 1981 bis 18. Oktober 1991 vertrat. Nachdem er pensioniert wurde, war Steiner zwischen 1988 bzw. 1989 und 2006 Vorsitzender des international renommierten Diskussionsforums Ennstaler Kreis. Während seiner dortigen Anfangszeit referierten unter anderem die ehemalige Chefredakteurin und Mitherausgeberin der deutschen Wochenendzeitung Die Zeit, Marion Gräfin Dönhoff, und der deutsche Historiker Wolfgang Leonhard in den Jahren 1989/90 über die Neuordnung Europas. Im Juni 2007 wurde Steiner von Landeshauptmann Franz Voves das Große Goldene Ehrenzeichen des Landes Steiermark mit dem Stern verliehen. Nach dem Tod seiner Ehefrau Edith (geborene Tomany), die er am 18. Juni 1949 standesamtlich in Graz und am 5. September 1949 kirchlich in der Stadtpfarrkirche Bruck an der Mur geheiratet hatte, verschlechterte sich auch Hans Steiners Gesundheitszustand rapide und er starb am 18. Dezember 2008 im LKH-Universitätsklinikum Graz.
Steiner galt als „unruhiger, kämpferischer Geist“ und über 40 Jahre lang als Motor der katholischen Erwachsenenbildung in der Steiermark. Weiters galt er als Konservativer, der mit Mut und Offenheit das Gespräch mit Andersdenkenden suchte. Durch seine Tätigkeit im Katholischen Bildungswerk der Diözese Graz-Seckau konnte er diverse bedeutende Persönlichkeiten nach Graz holen, wie zum Beispiel Julius Döpfner, Reinhold Schneider, Carl Zuckmayer Werner Bergengruen, Karl Rahner oder Hans Urs von Balthasar. Des Weiteren war er ein Mitarchitekt des sogenannten „Steirischen Klimas“ unter den Landeshauptleuten Josef Krainer senior, Friedrich Niederl und Josef Krainer junior.
Der MKV-Studentenverbindung K.St.V. Stubenberg Bruck/Mur gehörte er als Urphilister an. Da er, wie bereits erwähnt, in dieser Verbindung Urphilister war und dies deshalb in keiner weiteren Verbindung mehr sein konnte, trat er in der K.Ö.St.V. Markomannia Eppenstein Graz ans Bandphilister in Erscheinung.